# Фригийска азбука
Фригийската азбука е писмеността, използвана в най-ранните текстове на фригийски език.
Възниква е през 8 в. пр.н.е. от финикийската азбука и е почти идентична с ранните западногръцки азбуки Засвидетелствана е в няколкостотин каменни надписа от периода 800 – 600 г. пр.н.е., наричани старофригийски, за да се отличават от по-късните, новофригийски надписи, в които се използва гръцката азбука.
Азбуката се състои от 20 букви – 5 гласни (a, e, i, o, u) и 15 съгласни (b, g, d, v, z, k, l, m, n, p, r, s, t, ph, kh). Вариант на фригийската азбука (с една допълнителна буква – т. нар. „мизийско s“) е използвана в надписите на мизийски диалект. Думите могат да се разделят с три или четири отвесно разположени точки. Пише се както от ляво надясно, така и от дясно наляво, а в многоредовите надписи обикновено има изписване бустрофедон.